# Українські втрати у боях під Горлівкою
У статті наведено список втрат українських сил у боях під Горлівкою.

## Опис про втрати
5 серпня у бою під Горлівкою загинув солдат 27-го полку Вадим Кутовий.
27 серпня вояки 93-ї бригади виїхали на БМП до блок-посту, між Горлівкою та Єнакієвим були атаковані із трьох сторін. В бою з російськими терористами у Станіслава Осауленка заклинило гармату, потім у БТРа заглох мотор. Загинув, воюючи як піхотинець, від вогнепального поранення — від двох куль врятував бронежилет, а третя потрапила між пластинами.
13 вересня 2014 року у бою під Красним Партизаном загинули вояки 93-ї бригади сержант Олексій Драган та солдат Володимир Серебринський.
16 жовтня 2014 року сержант Олег Костріченко загинув під час бою, допомагаючи витягати з-під обстрілу пораненого побратима. Вояки 93-ї бригади знаходилися в будиночку неподалік селища Верхньоторецьке, коли почався обстріл «градами».
27 січня 2015-го поблизу Верхньоторецького під час мінометного обстрілу терористами загинув солдат 20-го мотопіхотного батальйону Євген Кравчик.
10 червня 2015-го зазнав смертельного поранення під час обстрілу терористами з міномета 120-мм калібру опорного пункту під Горлівкою солдат 30-ї бригади Валентин Пеньков.
15 червня при виконанні бойового завдання під Горлівкою загинув солдат 25-ї бригади Ігор Жадько.
17 червня 2015 року внаслідок підриву на розтяжці поблизу ВОП 5311 (смт. Верхньоторецьке) загинув солдат 53-ї бригади Юрій Жук.
18 липня 2015 року українська диверсійно-розвідувальна група під час виконання бойового завдання з розвідки біля Верхньоторецького Ясинуватського району потрапила під мінометний обстріл. Костянтин Довгий, боєць ДУК, залишився прикривати відхід товаришів та евакуацію пораненого. В ході бою біля Костянтина розірвалася міна, він загинув від множинних поранень.
У ніч з 3 на 4 серпня 2015 внаслідок мінометного обстрілу терористами спостережного пункту на териконі шахти «Южна» поблизу Ленінське — за 800 метрів від окупованої Горлівки — загинув солдат 54-го батальйону Валерій Трофимчук. Міна розірвалася за 2 метри від бійців, Валерій загинув від чисельних поранень; пораненого напарника — лейтенанта 57-го батальйону Андрія Гурічева — вдалося спустити із терикону, однак до шпиталю довезти не встигли. 16 серпня загинув під час мінометного обстрілу терористами поблизу міста Горлівка солдат 57-ї бригади Віктор Пронін. Тоді ж полягла старший солдат Катерина Носкова.
31 серпня 2015 року загинув поблизу Горлівки — під час виконання бойового завдання підірвався на фугасі — старший сержант Печериця Юрій Анатолійович. В ніч на 27 грудня 2015 року на блокпосту під Новгородським загинув старший солдат батальйону «Айдар» Олексій Кірись.
15 жовтня 2015 року помер старший солдат 34-го батальйону Сергій Вівсяний.
4 лютого 2016 року під час мінометного обстрілу взводного опорного пункту біля смт. Зайцеве загинув молодший сержант 57-ї бригади Ігор Гришин. 10 березня зазнав важкого осколкового поранення у голову поблизу смт Зайцеве солдат 21-ї бригади НГУ Олександр Свірський.
31 березня 2016 року під час мінометного обстрілу в Зайцевому загинув старший сержант батальйону «Кіровоград» Дмитро Годзенко.
13 квітня 2016 року загинув від кулі снайпера поблизу села Травневе (Бахмутський район) молодший сержант 54-ї бригади Костянтин Левін. 19 квітня уночі під час артилерійського обстрілу поблизу смт Зайцеве 122-мм снаряд влучив у бліндаж, троє бійців 43-го батальйону загинули (двоє на місці — Леонід Козирєв та Анатолій Матвєєв, третьому відірвало ноги, він загинув від втрати крові — Олег Логвиненко), ще 3 зазнали поранень.
31 травня року загинув від кулі ворожого снайпера близько полуночі поблизу смт Зайцеве старший сержант 53-ї бригади Василь Фіцкалинець, в тому ж часі від мінометного обстрілу постраждало ще троє військовослужбовців.
5 червня під вечір ДРГ противника здійснила спробу пройти вздовж залізничної колії поблизу станції Майорська — у напрямку Торецька; українські вояки відкрили вогонь на ураження. Під прикриттям 120-мм міномета диверсанти відійшли, однак міна влучила у передовий спостережний пост, солдат 53-ї бригади Ігор Медведь загинув, ще 2 бійців зазнали поранень.
10 червня під час обстрілу взводного опорного пункту поблизу смт. Зайцеве Горлівської міської ради загинув солдат 53-ї бригади Валерій Тернопільський.
17 червня загинув внаслідок мінометного обстрілу російськими терористами поблизу Зайцевого солдат 53-ї бригади Василь Варга.
10 липня вранці під час виконання бойового завдання поблизу Новгородського (Торецька міська рада) загинув солдат 95-ї бригади Руслан Гега — зачепило мінометним осколком.
12 липня загинув поблизу Зайцевого внаслідок подвійного влучення міни у бліндаж солдат 53-ї бригади Сергій Месеча.
18 липня вранці внаслідок мінометного обстрілу позицій 53-ї бригади між Зайцевим та Майорськом загинули 4 військовослужбовці — капітан Олександр Швець, молодший лейтенант Володимир Вовченко, старший сержант Олег Грабчак, солдат Микола Літовко, ще 3 зазнали поранень.
12 серпня під Майорськом зазнав смертельних поранень солдат 53-ї бригади Максим Шумак.
18 серпня загинув під час бойових дій у Майорську солдат 53-ї бригади Михайло Долженко; 19 серпня — старший солдат Сергій Хоптяр.
27 серпня загинув під час артилерійського обстрілу терористами поблизу міста Горлівка — Майорськ від осколкових поранень під час контролю лінії розмежування групою вояків ЗСУ молодший сержант 53-ї бригади Сергій Вознюк.
13 вересня загинув на блокпості поблизу смт Зайцеве (Бахмутський район) внаслідок артилерійського обстрілу терористами зі 152-мм гармат 2А36 «Гіацинт-Б» молодший сержант 37-го батальйону Олександр Гулькевич.
23 вересня загинув під час мінометного обстрілу під Зайцевим старший солдат Жабіцький Ілля Миколайович.
27 вересня троє бійців 53-ї бригади вийшли на бойове завдання з розвідки — поблизу міста Горлівка та потрапили під обстріл. Одного бійця одразу вдалося евакуювати, другий вийшов через півтори доби до своїх. Бійці розповіли, що бачили сержанта Дмитра Неумивакіна із пораненням, а з лівого боку у нього йшла кров, він лише встиг сказати: «Виходьте звідси».
В ніч з 30 на 31 жовтня загинув від кулі снайпера, що поцілила у голову під час боєзіткнення поблизу смт Верхньоторецьке молодший сержант 72-ї бригади Дмитро Безуглий.

## Список загиблих
| Прізвище, ім'я, по-батькові           | Звання             | Дата смерті       | Формування                                                       | Обставини |
| ------------------------------------- | ------------------ | ----------------- | ---------------------------------------------------------------- | --- |
| Драган Олексій Анатолійович           | сержант            | 13 вересня 2014   | 93 ОМБр                                                          | Загинув у бою під Красним партизаном. |
| Серебринський Володимир Олександрович | солдат             | 13 вересня 2014   | 93 ОМБр                                                          | Загинув у бою під Красним партизаном. |
| Колісник Андрій Володимирович         |                    | 22 січня 2015     | 20 ОМПБ                                                          | Загинув при обороні блокпосту «Красний партизан» на трасі М04 |
| Сех Роман Миколайович                 |                    | 22 січня 2015     | 20 ОМПБ                                                          | Загинув при обороні блокпосту «Красний партизан» на трасі М04 |
| Саруханян Альберт Георгійович         |                    | 22 січня 2015     | 20 ОМПБ                                                          | Загинув при обороні блокпосту «Красний партизан» на трасі М04 |
| Слісаренко Сергій Станіславович       |                    | 22 січня 2015     | 20 ОМПБ                                                          | Загинув при обороні блокпосту «Красний партизан» на трасі М04 |
| Гаспарян Ігіт Сагателович             | старший матрос     | 10 лютого 2015    | «Кіровоград»                                                     | загинув на блокпосту поблизу Горлівки під час атаки російських збройних формувань |
| Харті Вадим Миколайович               | сержант            | 10 лютого 2015    | «Кіровоград»                                                     | загинув на блокпосту поблизу Горлівки під час атаки російських збройних формувань |
| Ковальчук Юрій Олександрович          | старший солдат     | 29 липня 2015     | «Кіровоград»                                                     | помер від поранень, яких зазнав 23 липня в бою під Горлівкою. |
| Чепіга Валерій Якович                 | солдат             | 27 липня 2015     | 30 ОМБр                                                          | Загинув близько опівночі під час танкового обстрілу взводного опорного пункту терористами в районі села Травневе. Не встиг добігти до укриття та зазнав мінно-вибухової травми, несумісної з життям. |
| Пронін Віктор Вікторович              | солдат             | 16 серпня 2015    | 57 ОМПБр                                                         | |
| Носкова Катерина Володимирівна        | старший солдат     | 16 серпня 2015    | 57 ОМПБр                                                         | |
| Феоктистов Сергій Олександрович       | солдат             | 26 вересня 2015   | 43 ОМПБ                                                          | |
| Глушко Олександр Олександрович        | молодший сержант   | 25 лютого 2016    | 34 ОМПБ                                                          | помер від поранень, яких зазнав під Зайцевим |
| Смирнов Павло Юрійович                | старший солдат     | 22 квітня 2017    | 138 РТБр                                                         | |
| Мельник Іван Олександрович            | солдат             | 25 квітня 2017    | 383 ОПДКЛА                                                       | |
| Штейко Олександр Борисович            | старший сержант    | 26 квітня 2017    | 72 ОМБр                                                          | |
| Афанасьєв Віктор Вікторович           | солдат             | 29 квітня 2017    | 25 ОПДБр                                                         | |
| Шевченко Тарас Григорович             | старший солдат     | 30 травня 2017    | 25 ОПДБр                                                         | |
| Гайдук Микола Миколайович             | старший солдат     | 13 червня 2017    | 43 ОМПБ                                                          | |
| Турчин Володимир Богданович           | сержант            | 12 липня 2017     | 128 ОГПБр                                                        | обстріл позицій бригади в районі смт Зайцеве |
| Балаж Золтан Миколайович              | молодший сержант   | 18 липня 2017     | 128 ОГПБр                                                        | обстріл позицій бригади в районі смт Зайцеве |
| Гладкий Сергій Вікторович             | молодший сержант   | 20 липня 2017     | 128 ОГПБр                                                        | обстріл позицій бригади в районі села Новгородське |
| Калабішка Олексій Васильович          | прапорщик          | 21 липня 2017     | 128 ОГПБр                                                        | Загинув від вибуху міни під Горлівкою. |
| Омельчук Олександр Олександрович      | солдат             | 17 жовтня 2017    | 128 ОГПБр                                                        | загинув внаслідок мінометного обстрілу позицій терористами у Жованці (смт Зайцеве) |
| Литвинчук Дмитро Юрійович             | сержант            | 25 листопада 2017 | 95 ОДШБр                                                         | загинув в обідню пору від кулі снайпера біля одного з опорних пунктів поблизу смт Верхньоторецьке |
| Перепелиця Максим Олегович            | сержант            | 25 листопада 2017 | 95 ОДШБр                                                         | загинув рятуючи пораненого бійця біля одного з опорних пунктів поблизу смт Верхньоторецьке |
| Гульцьо Артем Андрійович              | старший солдат     | 19 грудня 2017    | 95 ОДШБр                                                         | загинув від мінно-вибухової травми біля смт Верхньоторецьке |
| Сливка Мирослав Миколайович           | старший солдат     | 22 січня 2018     | Батальйон ім. Кульчицького                                       | Верхньоторецьке |
| Казміров Олександр Вікторович         | солдат             | 26 лютого 2018    | 24 ОМБр                                                          | помер від поранень (зазнав біля Майорська) |
| Майборода Володимир Анатолійович      | старший прапорщик  | 8 квітня 2018     | 24 ОМБр                                                          | боєзіткнення біля Зайцевого |
| Шозда Михайло Іванович                | старший сержант    | 17 квітня 2018    | 24 ОМБр                                                          | під час бойового чергування поблизу смт Зайцеве |
| Перепелиця Сергій                     | солдат             | 21 квітня 2018    | 46-й окремий батальйон спеціального призначення «Донбас-Україна» | підірвався на фугасі під Горлівкою |
| Куцмай Вячеслав Васильович            | старший солдат     | 21 травня 2018    | 24 ОМБр                                                          | бій проти ДРГ |
| Маслов Андрій Вікторович              | солдат             | 21 травня 2018    | 24 ОМБр                                                          | бій проти ДРГ |
| Коломієць Богдан Олександрович        | молодший сержант   | 22 травня 2018    | 24 ОМБр                                                          | під час обстрілу поблизу смт Зайцеве |
| Корчак Мар'ян Іванович                | доброволець        | 25 травня 2018    | ДУК                                                              | під час обстрілу поблизу смт Зайцеве |
| Ферлієвич Віктор Васильович           | старший солдат     | 26 травня 2018    | 24 ОМБр                                                          | боєзіткнення з ДРГ |
| Дашкевич Ярослав Михайлович           | солдат             | 26 травня 2018    | 24 ОМБр                                                          | помер від поранень |
| Довганик Юрій Дмитрович               | сержант            | 31 травня 2018    | 24 ОМБр                                                          | помер від поранень |
| Гранов Костянтин Вячеславович         | старший солдат     | 31 травня 2018    | 24 ОМБр                                                          | помер від поранень |
| Вільчинський Микола Григорович        | солдат             | 12 червня 2018    | 24 ОМБр                                                          | Новгородське |
| Український Дмитро Михайлович         | молодший сержант   | 8 серпня 2018     | 24 ОМБр                                                          | Майорськ |
| Д'яконов Станіслав Васильович         | старший солдат     | 24 серпня 2018    | 15-й окремий мотопіхотний батальйон «Суми»                       | Красногорівка |
| Карпун Владислав Миколайович          | старший солдат     | 8 вересня 2018    | 16-й окремий мотопіхотний батальйон «Полтава» 58 ОМПБр           | смертельні поранення |
| Бугаєвський Ярослав Вікторович        | молодший сержант   | 12 вересня 2018   | «Чернігів-1»                                                     | смертельні поранення |
| Гончаренко Ігор Андрійович            | старший солдат     | 1 листопада 2018  | 72 ОМБр                                                          | Зайцеве |
| Семенюк Микола Іванович               | молодший сержант   | 14 січня 2019     | 72 ОМБр                                                          | Гладосове |
| Бойцов Олег Леонідович                | старшина           | 9 квітня 2019     | Оперативно-рятувальна служба цивільного захисту України          | Зайцеве |
| Коновод Юрій Миколайович              | молодший сержант   | 23 квітня 2019    | «Айдар»                                                          | Південне |
| Дрогін Сергій Олександрович           | старший солдат     | 7 травня 2019     | «Айдар»                                                          | Південне |
| Пузиков Олександр Юрійович            | старшина           | 24 травня 2019    | «Айдар»                                                          | Торецьк |
| Локтіонов Владислав Олександрович     | солдат             | 7 липня 2019      | «Айдар»                                                          | Південне |
| Курбатов Тихон Олександрович          | старший сержант    | 25 серпня 2019    | «Айдар»                                                          | Шуми |
| Шахов Едуард Олександрович            | молодший лейтенант | 4 вересня 2019    | «Азов»                                                           | Зайцеве |
| Ткачишин Михайло Володимирович        | сержант            | 5 вересня 2019    | 53 ОМБр                                                          | Новгородське |
| Рой Владислав Олександрович           | солдат             | 17 вересня 2019   | «Айдар»                                                          | Південне |
| Хоба Антон Володимирович              | старший сержант    | 26 січня 2020     | «Чернігів-1»                                                     | Північне |
| Черненко Володимир Вікторович         | старший сержант    | 3 березня 2020    | «Чернігів-1»                                                     | Зайцеве |
| Красногрудь Дмитро Анатолійович       | лейтенант          | 13 липня 2020     | 137 ОБМП                                                         | Зайцеве |
| Журавель Ярослав Сергійович           | сержант            | 13 липня 2020     | 137 ОБМП                                                         | Зайцеве |
| Микола Ілін                           | сержант            | 13 липня 2020     | 137 ОБМП                                                         | Зайцеве |
| Голуб Артур Володимирович             | матрос             | 12 вересня 2021   | 503 ОБМП                                                         | Верхньоторецьке |

### Цивільні втрати
9 червня 2017 адміністрація Горлівки оприлюднила перелік загиблих мирних жителів міста за час війни. У списку зазначено 230 імен.